# Sanje Falls
Die Sanje Falls sind Wasserfälle  in Tansania.

## Beschreibung
Die Wasserfälle befinden sich im Udzungwa Mountains National Park und haben eine Fallhöhe von 170 Metern. Sie liegen inmitten eines Regenwalds und stürzen aus den Udzungwa-Bergen in das Tal des Kilombero.